# 155948 Maquet
155948 Maquet este un asteroid din centura principală de asteroizi.

## Descriere
155948 Maquet este un asteroid din centura principală de asteroizi. A fost descoperit pe 21 august 2001 au Pic du Midi la Observatoire du Pic du Midi. Asteroidul prezintă o orbită caracterizată de o semiaxă mare de 2,25 ua, o excentricitate de 0,10 și o înclinație de 4,4° în raport cu ecliptica.